# Дом Мельникова
Дом Мельникова (Дом-мастерская архитектора Константина Степановича Мельникова) — одноквартирный жилой дом, памятник архитектуры советского авангарда. Был построен в 1927—1929 годах в Кривоарбатском переулке в Москве по проекту выдающегося советского архитектора Константина Мельникова для себя и своей семьи.
Дом-мастерская является вершиной творчества Мельникова и отличается новаторскими конструктивными особенностями, оригинальным художественным образом и объёмно-пространственной композицией, продуманной функциональной планировкой. Одноквартирный жилой особняк в центре Москвы — уникальный для советского времени пример такого рода постройки.
В 2011 году здание передано в оперативное управление Государственного музея архитектуры имени А. В. Щусева и является объектом показа учрежденного в 2014 году его филиала — Музея Мельниковых.
В 2022 году в связи с проведением реставрации интерьеры дома закрыты для посещения, однако доступ в сад и наружный осмотр открыты.

## История создания

### Поиски архитектурно-планировочного решения

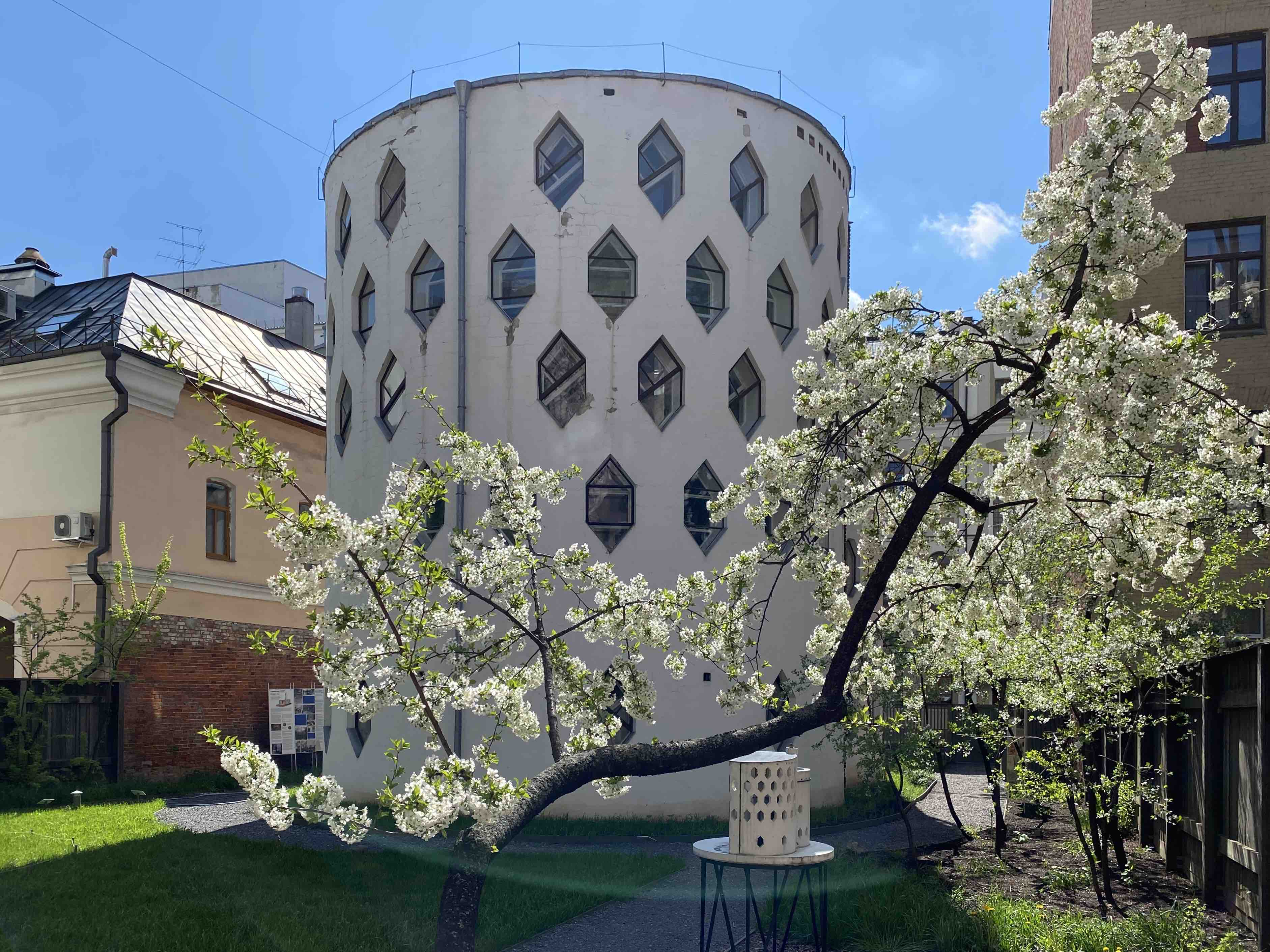
Вид дома Мельникова со стороны двора, май 2020 года.

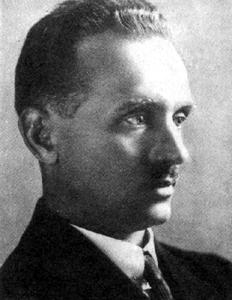
Архитектор К. С. Мельников, 1920-е годы.

Мечта об отдельном собственном доме-мастерской появилась у Константина Мельникова ещё в годы его обучения в Московском училище живописи, ваяния и зодчества. Сначала он намеревался приобрести готовый дом и перестроить его, в связи с чем долго подыскивал в Москве подходящее здание. Сохранились созданные архитектором в 1916—1917 годах планы перестройки одного из старых каменных московских домов в неоклассическом стиле. Традиционность подходов к планировке и внешнему виду собственного дома в первых эскизах Мельникова объясняется влиянием академика архитектуры И. В. Жолтовского, у которого Мельников занимался на архитектурном отделении училища и под руководством которого он работал с 1917 года в Архитектурно-планировочной мастерской Строительного отдела Моссовета — первой государственной архитектурной мастерской советского времени. Однако уже к началу 1920-х годов К. С. Мельников интенсивно работает над эскизами проектов возведения дома в новаторском стиле. В личном архиве архитектора сохранились различные варианты проектов собственного дома, но все они предполагают устройство не просто жилого дома, а дома-мастерской, в котором соединялись бы бытовая и рабочая среда. Мельников был настолько привязан к своей семье, что не представлял для себя иной, кроме домашней, атмосферы для творчества.
В отличие от других построек Мельникова, собственный дом-мастерская проектировался архитектором с учётом исключительно собственного вкуса и представлений о жилище и рабочей среде. В процессе подготовки эскизов дома Мельников выступал сразу в двух ролях — заказчика и проектировщика и мог позволить себе максимальную свободу формотворчества.
Первый из известных проектов возведения нового дома — это двухэтажная, квадратная в плане постройка, в центре первого этажа которой располагалась большая, поставленная под углом русская печь. На других эскизах общий объём дома представляет собой усечённую пирамиду, в едином внутреннем пространстве которой как бы подвешены врезанные в наклонные стены небольшие антресольные помещения. При этом, и в первом и в последующих вариантах проекта дома Мельников уделял больше внимания интерьеру и планировке помещений, чем внешнему облику дома, примеряя пространство на себя и свою семью.
Эксперименты с круглым планом появились в чертежах Мельникова к 1922 году. Архитектор рисует эскизы овального и даже яйцеобразного здания, продолжая отрабатывать интерьер. Окончательный вариант проекта, предусматривающий сочетание двух врезанных друг в друга цилиндров, по мнению исследователей творчества К. С. Мельникова, идёт от неосуществлённого проекта клуба имени Зуева. В 1927 году, участвуя в конкурсе на проектирование этого клуба, К. С. Мельников создаёт по его собственному выражению «орга́н из пяти цилиндров», а затем, когда строительство здания стало вестись по проекту Ильи Голосова, он решает хотя бы частично воплотить свои идеи о ряде вписанных друг в друга вертикальных цилиндров в своём собственном доме.

«Нас — претендентов — было двое, и два объекта, — вспоминал Константин Мельников, — и решили в проект Голосова ввести цилиндр, который и сейчас одиноко звучит декоративным соло. Так поступили люди, хорошие люди, но Архитектура не простила им растерзанной идеи и вернулась ко мне в блестящем дуэте нашего дома».
|                                                            |                                                            |                                               |
| Эскизы квадратного в плане дома-мастерской, 1920-1921 годы | Эскизы квадратного в плане дома-мастерской, 1920-1921 годы | Один из «круглых» вариантов проекта, 1922 год |

Возможно, что на выбор криволинейной структуры нового дома также повлиял тот факт, что семья Мельниковых долгое время (с 1918 до ноября 1929 года, то есть до переезда в собственный дом в Кривоарбатском переулке) проживала в коммунальной квартире, одна из комнат которой представляла в плане четверть круга и выходила пятью окнами на угол ул. Петровки и Страстного бульвара. В квартире на Петровке сформировался тип семейного уклада, который был учтён архитектором при проектировании особняка, а также была приобретена основная часть мебели, ставшая основой обстановки дома-мастерской.

### Строительство. Конструктивные особенности стен и перекрытий
Уникальным в доме Мельникова является уже то, что в конце 1920-х годов, когда в СССР шло сворачивание НЭПа, а по всей стране началось строительство домов-коммун, одному человеку разрешили построить частный дом в центре столицы. Этому факту есть несколько объяснений.
Во-первых, дом Мельникова был официально признанным экспериментальным сооружением. Здесь архитектор апробировал идею круглого дома, которая ввиду экономичности и простоты конструкции впоследствии могла бы быть использована в других проектах, в том числе и для строительства домов-коммун.
Во-вторых, в середине 1920-х годов Константин Мельников являлся одним из самых крупных и признанных не только в СССР, но и в мире советских архитекторов. Мировую известность принесло ему строительство павильона СССР для Международной выставки декоративного искусства и художественной промышленности в Париже.
В-третьих, архитектор строил свой дом-мастерскую в 1927—1929 годах, когда имел большое количество реальных заказов и мог выделить из семейного бюджета средства на строительство. Общая сумма полученных им гонораров по проектам Бахметьевского и Ново-Рязанского гаражей к моменту начала фактического строительства дома в сентябре 1927 года составляла 10 900 руб. Именно эту сумму архитектор внес в 1927 году в оплату строительных работ. При этом первоначальная смета на строительство составляла 25 140 руб., впоследствии увеличившись к октябрю 1929 г. до 37 846 руб. Возведение дома осуществлялось строительной организацией Московского коммунального хозяйства исключительно на средства архитектора. (Через два года переписки и переговоров с московскими властями 1 октября 1929 года, когда строительство дома было фактически завершено, К. С. Мельников получил ремонтно-строительную ссуду в размере 27 000 руб. сроком на 15 лет). В силу того, что строящееся здание рассматривалось как опытно-показательное сооружение, Мельников решением Президиума Горисполкома Моссовета от 11.11.1933 года был также освобождён от налога со строений и от уплаты земельной ренты.
Наконец, существует версия, что архитектор получил участок в награду от Советской власти за работу над первым саркофагом В. И. Ленина в 1924 году.
Сам К. С. Мельников так описал в своих воспоминаниях процесс принятия решения о строительстве им собственного дома в Кривоарбатском переулке:

«В 1927 году участки для застройки раздавал от Моссовета тов. Домарев. Увидя макет нашего дома, он решительно отказал всем конкурентам от госучреждений, заявив, что легче найти участки, чем построить такой Архитектуры дом. „Отдать Мельникову участок“. Он не был архитектором и едва ли имел образование, он был просто рабочий».
|                                                                                  |  |                                                                    |  |                                                                            |
| Схематический план участка с согласующими подписями и пометками К. С. Мельникова |  | Утверждённый проект строительства. Планы этажей и здание в разрезе |  | Пояснительная записка К. С. Мельникова с рисунком конструкции стены здания |

Утверждённый к строительству вариант проекта датирован 19 июня 1927 года. Общая объёмно-пространственная композиция дома-мастерской в этом проекте определена окончательно. Но детали проектирования здания существенно уточнялись Мельниковым уже в процессе строительства. Вместе с проектом архитектор сделал разъёмный макет здания, позволявший видеть архитектурную композицию и внутреннюю планировку будущего дома-мастерской. Макет понадобился при получении участка под застройку, а также для того, чтобы объяснить строителям сложную объёмно-пространственную структуру здания.
Основные различия между первоначальным (1927) и реализованным (1929) проектами:
- Оба цилиндра в исходном проекте имели общую наклонную крышу, причем их высота незначительно отличалась друг от друга, поскольку вместо реализованного балкона-террасы предполагался антресольный этаж с двумя комнатами для детей.
- По первоначальному замыслу в целях экономии средств не предполагалось строительство подвального этажа с калорифером. Печь планировалось разместить в центре 1-го этажа, что сильно стесняло Мельникова в планировке помещений. Однако в ходе строительства были обнаружены фундаменты стены предшествующего, дореволюционного дома. В процессе строительства они были включены в состав небольшого подвала под передним цилиндром, в котором удалось разместить калориферную камеру площадью 14 м², что позволило архитектору сделать свободный план первого этажа.
- Из-за печи на первом этаже лестница, находящаяся в зоне пересечения двух цилиндров, в исходном проекте сдвинута внутрь переднего цилиндра, ближе ко входу в дом.
- Шестиугольные окна, ставшие символом дома, в исходном проекте отсутствовали вовсе — вместо них Мельников предполагал сделать два узких витража, прорезающих по вертикали весь задний цилиндр и ориентированных на запад и на восток соответственно. Иными словами, шестиугольные проемы («продухи» по терминологии самого Мельникова) изначально были лишь частью конструкций, позволявших сократить расход дорогого и дефицитного кирпича и при этом равномерно распределять нагрузки. И только в ходе строительства архитектор решил использовать часть из них как оконные проемы.

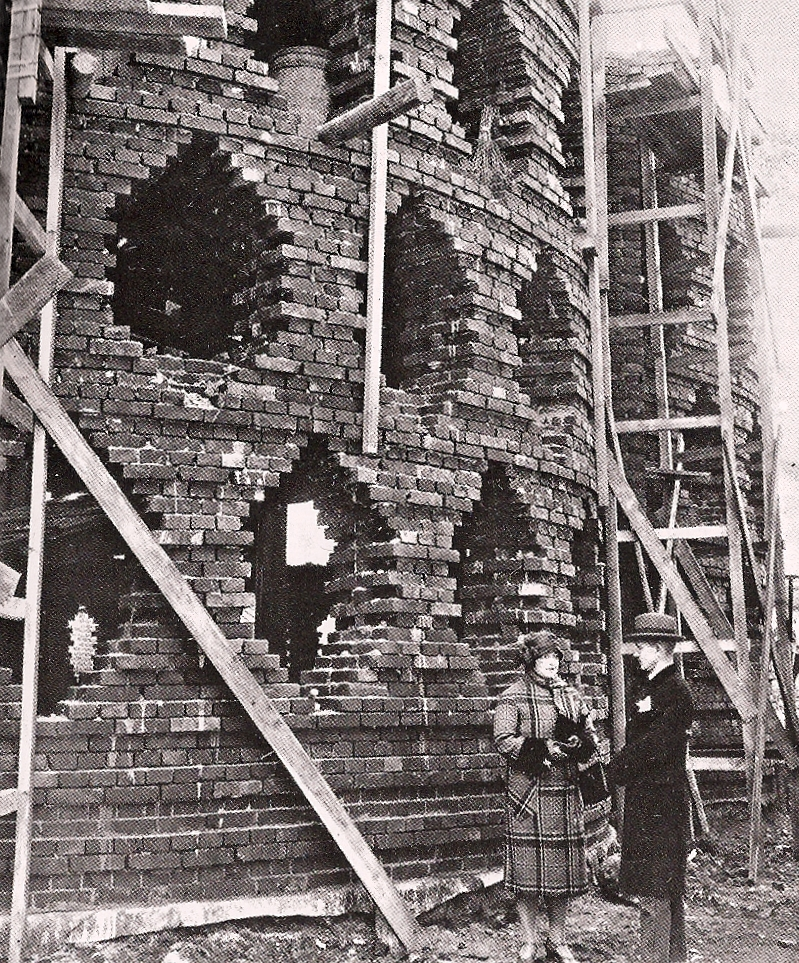
Каркас дома в процессе строительства (у дома — Мельников с женой Анной Гавриловной), 1927 год

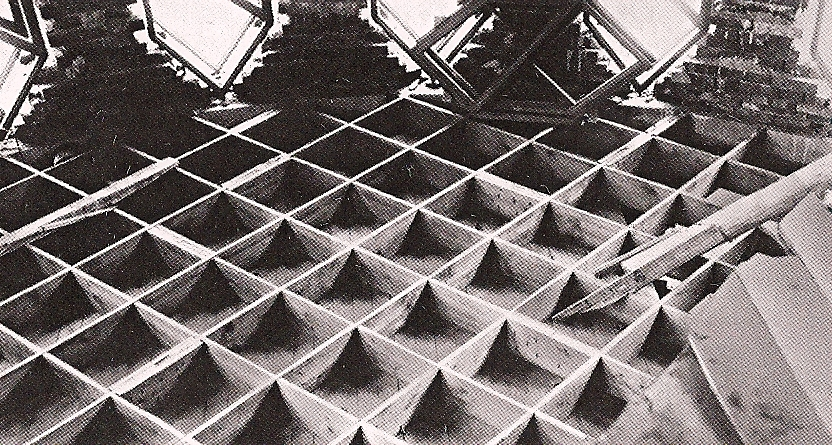
Мембранная конструкция междуэтажного перекрытия, 1929 год

Конструкции стен и перекрытий дома-мастерской не только оригинальны, но и выполнены на уровне технических изобретений, часть которых Мельников впоследствии безуспешно пытался запатентовать, но получил отказ.
Стены дома были выполнены из красного кирпича особой узорчатой кладкой, создающей ажурный каркас. Кладка осуществлялась по проекту со сдвигом вдоль стены через ряд и поперёк стены через два ряда. В результате такой конструкции, как писал сам К. Мельников, в наружных стенах дома образовались 124 шестиугольных проёма (в других источниках указывается, что первоначально стены содержали «около 200» или 100 проёмов). Почти половина просветов в ходе строительства была заложена, но 64 оставлены под окна и ниши. Оригинальный каркас стен создаёт возможность в процессе эксплуатации дома, не ослабляя несущих конструкций, менять в случае необходимости расположение оконных проёмов, устраивая новые окна практически в любом месте стены и заделывая существующие. Ненужные проёмы закладывались в процессе строительства сыпучей смесью песка, глины и битого кирпича, что позволило значительно удешевить стоимость строительства и сэкономить строительные материалы. Кроме того, такая смесь с высоким содержанием воздуха между частицами обладает более низкой по сравнению с кирпичом теплоотдачей и позволяет использовать их как «тепловые аккумуляторы». Согласно подсчетам самого архитектора, предложенная им конструкция снижала расход кирпича почти в 2 раза по сравнению с обычной кладкой при той же несущей способности. Помимо очевидной экономии, предложенная К. С. Мельниковым система кладки позволила обеспечить распределение напряжений равномерно по всей стене и исключить потребность в несущих столбах и перемычках.
Не менее оригинальной была конструкция междуэтажных перекрытий, выполненная из деревянного тёса, поставленного на ребро. Ко времени постройки собственного дома Мельников уже имел позитивный опыт сооружения новаторских конструкций из дерева, примерами которых могут служить павильон «Махорка» на первой Всероссийской сельскохозяйственной и кустарно-промышленной выставке 1923 года в Москве, Павильон СССР для Всемирной выставки 1925 года в Париже, и деревянные торговые павильоны и здание конторы Ново-Сухаревского рынка.

«Отсутствие у нас средств заменилось обилием архитектурной фантазии, — писал К. Мельников, — независимое чувство уничтожило какую-либо зависимость от осторожности; интимность темы открыла грандиозные перспективы нерешённых проблем жизни; действительно реальная экономия делала девятиметровый пролёт таким же опасным и не менее новым, каким была в своё время громада Флорентийского собора».
Доски перекрытия пересекаются под прямым углом, образуя сетку из квадратных ячеек размером 0,5×0,5 м. Сверху и снизу эта сетка зашита деревянным настилом из шпунтованных досок, диагонально направленных по отношению к ней. В результате этого в устройстве междуэтажных перекрытий не использованы колонны, стропила и балки, а перекрытие конструктивно работает как единая плита-мембрана. Такое перекрытие обеспечивает конструктивную надёжность, даже прогибаясь под тяжестью. Так, в мастерской архитектора со временем потолок несколько провис, однако Мельников при ремонте не стал его выпрямлять, объяснив это тем, что выгнутый в виде линзы потолок лучше улавливает свет, отражая его вниз.

## Объёмно-планировочная композиция

### Архитектурное решение

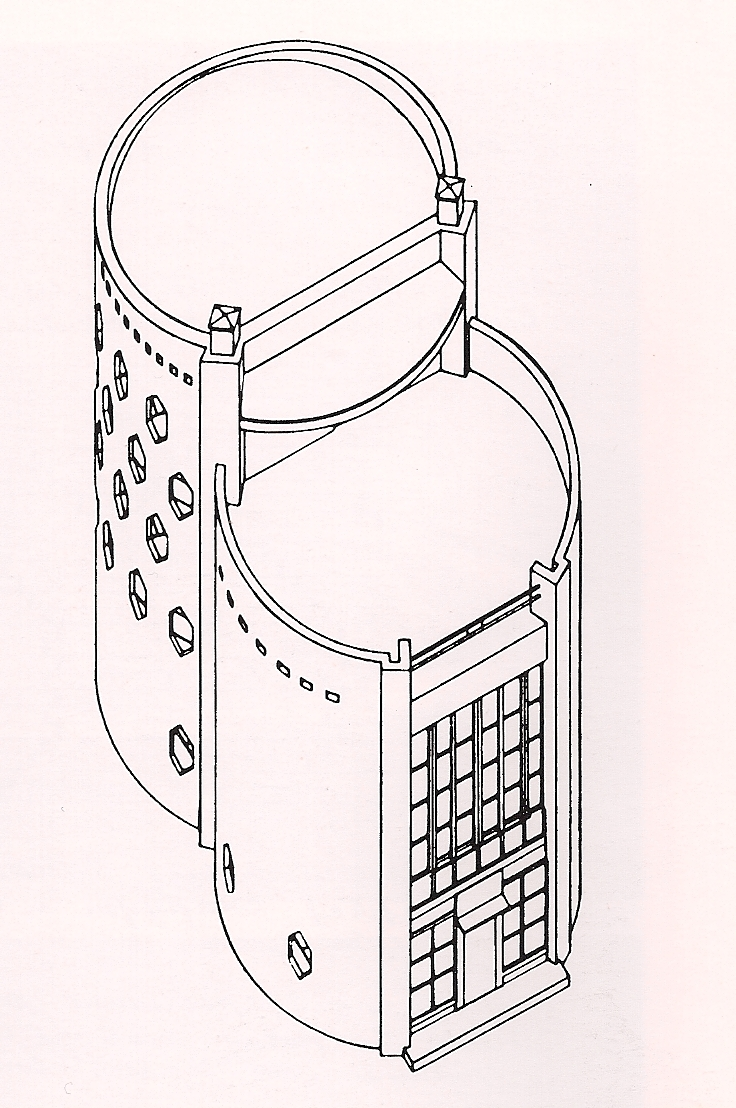
Проект дома-мастерской. Аксонометрия, 1927—1929 годы

Объёмная композиция дома представляет собой два разновысоких вертикальных цилиндра одинакового диаметра, врезанных друг в друга на треть радиуса, образуя тем самым необычную форму плана в виде цифры «8», ориентированную по направлению «север — юг». Более низкий цилиндр со срезанной по вертикали южной частью завершён плоской крышей с открытой террасой. Возвышающийся над ним задний цилиндр имеет покатую кровлю, понижающуюся от центра здания к его северной части.
В конспекте лекций на кафедре архитектуры Военно-инженерной академии, где в своё время преподавал К. С. Мельников, архитектор подробно обосновывает преимущества цилиндрической конструкции:

«Экономия материалов:
Прямая связь архитектурного изучения геометрии с экономическим эффектом. Задача состоит в том, чтобы… площадь пола была окружена минимальным периметром стен. Требуемая площадь, скажем, 1600 м². Высота — величина постоянная…
Возьмем параллелепипед, куб и цилиндр…
Итак, по трем вариантам периметр составит соответственно 200, 160 и 140 м. Совершенно реальная экономия от формы объёма».

Обращённый к Кривоарбатскому переулку главный фасад дома-мастерской имеет строго фронтальную симметричную композицию. В центре срезанной части малого цилиндра находится единственный вход в дом, по сторонам которого расположены два крупных прямоугольных окна. Основную плоскость фасада здания занимает огромное окно-экран, протянувшееся на всю высоту второго этажа. Над окном помещена надпись рельефными буквами по бетону: «КОНСТАНТИН МЕЛЬНИКОВ АРХИТЕКТОР».

«Не в перекор и не в угоду укладу, составившему общую одинаковую жизнь для всех, — писал К. С. Мельников, — я создал в 1927 году в центре Москвы, лично для себя, дом с надписью: „КОНСТАНТИН МЕЛЬНИКОВ АРХИТЕКТОР“, настойчиво оповещающий о высоком значении каждого из нас».

Боковые стены переднего цилиндра практически глухие — лишь на первом этаже они прорезаны несколькими шестиугольными окнами, и одно восьмигранное (единственное в доме) окно устроено с западной стороны на уровне второго этажа.
Более свободно решены фасады заднего, северного цилиндра. Его стены прорезаны 57 шестигранными вертикальными окнами, образующими единый орнамент со своеобразным ритмом повторяющихся элементов, расположенных пятью ярусами. Нижний ряд окон отделён более высоким отрезком глухой стены от четырёх верхних. Второй ярус соответствует второму этажу, три верхних яруса — третьему. Динамику в общую композицию северного фасада вносит необычный рисунок оконных переплётов трёх типов: один у окон первого яруса, другой во втором и четвёртом ярусах и третий — в третьем и пятом ярусах окон.
| Северо-восточный фасад |  | Северо-западный фасад |  | Главный фасад |
| Северо-восточный фасад |  | Северо-западный фасад |  | Главный фасад |

| Входная дверь |  | Рисунок шестиугольного окна первого этажа северного цилиндра |  | Окна западной стороны малого цилиндра. Верхнее окно, единственное восьмигранное в доме  |
| Входная дверь |  | Рисунок шестиугольного окна первого этажа северного цилиндра |  | Окна западной стороны малого цилиндра. Верхнее окно, единственное восьмигранное в доме. |

Здание эпохи советского авангарда сложно однозначно отнести к какому-либо конкретному архитектурному стилю. Нередко дом-мастерскую Мельникова ошибочно (как указывают сотрудники Музея архитектуры) характеризуют как постройку в духе конструктивизма или функционализма. Однако, при известных чертах внешнего сходства, творчество Мельникова было вне модных в то время архитектурных течений и он категорически возражал, когда его постройки относили к этим стилям:

«В наш век появления Конструктивизма, Рационализма, Функционализма и АРХИТЕКТУРЫ не стало…, — писал К. Мельников, — Что касается меня, я знал другое, и это другое — не один конструктивизм. Люблю личность, уважаю личность и услаждаю личность. Каждую догму в своем творчестве я считал врагом, однако конструктивисты все в целом не достигли той остроты конструктивных возможностей, которые предвосхитил я на 100 лет».

### Планировка и интерьер
Особняк построен на прямоугольном вытянутом в глубину квартала участке площадью примерно 840 кв м: короткая его сторона выходит на Кривоарбатский переулок и составляет около 18 м, длинная — около 43 м. Дом отодвинут вглубь от красной линии переулка, и как бы делит участок на две неравные части. В передней (меньшей части) расположен палисадник, в котором архитектором были посажены две берёзы и черёмуха. От Кривоарбатского переулка участок отгораживает деревянное ограждение — штакетник, с двумя глухими воротами по краям и калиткой в центре. Калитка была связана с домом воздушным телефоном в виде металлической трубы, под землей и далее через подвал идущей на первый этаж дома (утрачена при жизни К. Мельникова, сохранился подземный участок). Возле калитки предусмотрен секторообразный отсек, углубляющийся в участок и имеющий навес, под которым посетитель, ожидающий, когда ему откроют, мог укрыться от непогоды. За домом в северной части участка семьей Мельниковых была устроена открытая площадка для игры в городки и в волейбол, установлены лавочка и стол с видом на дворовый фасад дома, сооружён сарай, разбит огород и посажены фруктовые деревья.
Несмотря на необычную и нелёгкую для организации быта пространственную структуру, внутренняя планировка здания отличается исключительной функциональной продуманностью, о которой сам Мельников говорил:

«Дам премию тому, кто сумеет сосчитать, сколько в доме этажей, а своему брату-архитектору — загадку: откуда взялось такое богатство разнообразия в объёмах из одной-единственной формы стандарта, составившего органическое существо Архитектуры нашего дома»

1 — передняя
2 — столовая
3 — кухня
4 — коридор
5 — санузел
6 — комната хозяйки
7,8 — рабочие комнаты детей
9 — туалетная (гардеробная) комната
10 — гостиная
11 — спальня
12 — мастерская
13 — открытая терраса
Повседневная жизнь семьи протекала на первом этаже дома-мастерской, который был поделён на следующие комнаты:
- Передняя (6,3 м²). Вход в небольшую переднюю устроен в центре уличного фасада. Оригинальна внутренняя стеклянная дверь передней: её створка обслуживает сразу два проёма: она может закрывать переднюю, объединяя коридор с лестницей на второй этаж, либо закрывать вход в коридор, как бы удлиняя пространство передней.

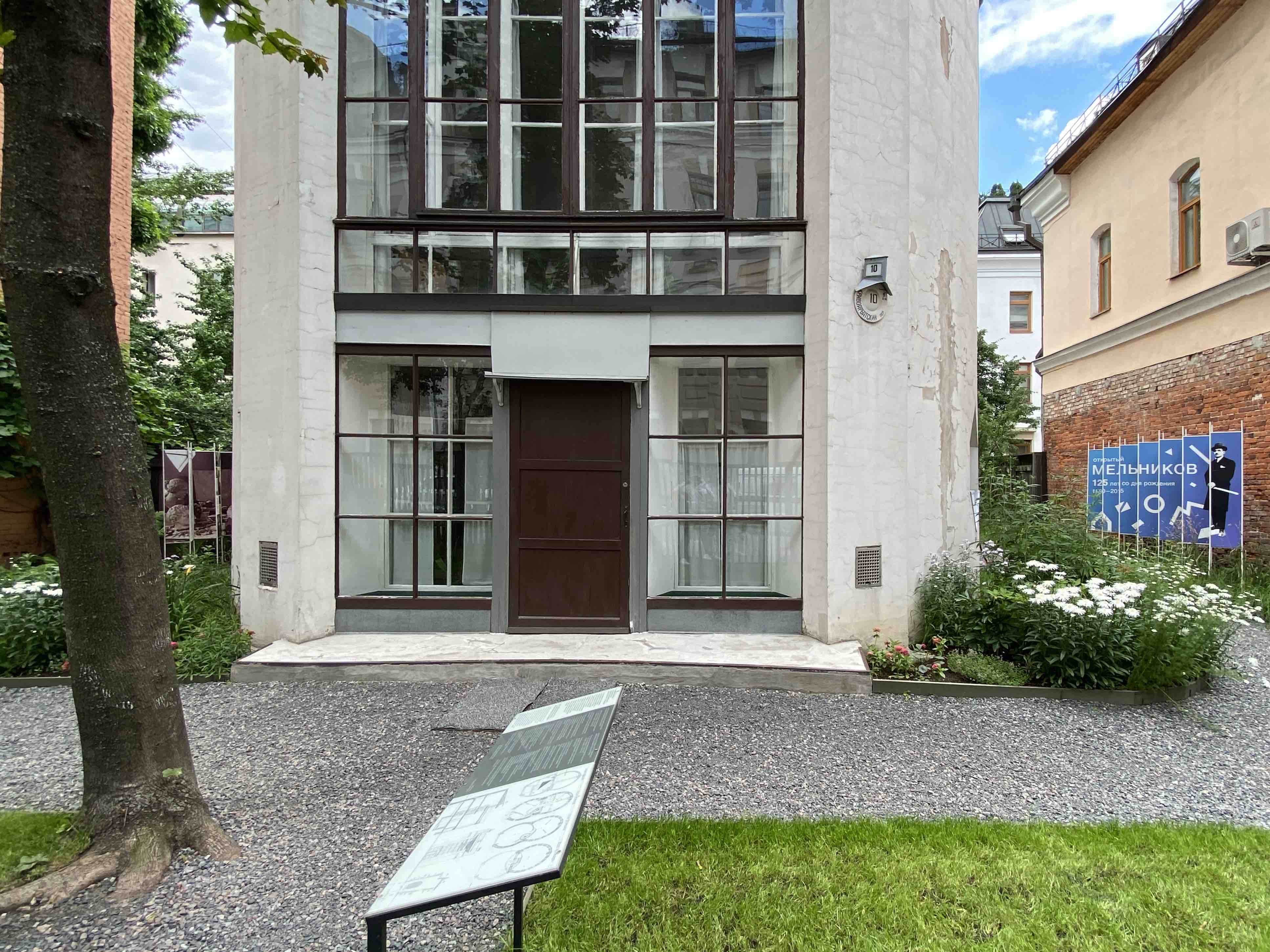
Вход в дом. Слева от входа — окно столовой, справа — окно передней. Июль 2020 года

- Столовая (17 м²) — основное помещение первого этажа, где собиралась семья, устраивались обеды и принимали гостей. Столовая освещена одним шестиугольным проёмом и большим прямоугольным окном слева от входа в дом.
- Кухня (7 м²) примыкает к столовой. Один из шестиугольных проёмов наружной стены со стороны кухни использован для устройства холодильного шкафа, а на месте изначально запроектированного проема между кухней и столовой был поставлен буфет. Кухня освещается двумя шестиугольными окнами, перед которыми размещена рабочая зона — газовая плита и длинный стол с ёмкостями для продуктов и посуды. Изначально к плите примыкала кухонная печь. Над плитой устроен необычный для 1920-х годов стеклянный экран-вытяжка, позволяющий удалять воздух от плиты через вентиляцию, что было особенно важно, так как кухня не имела закрывающейся двери.
- Санитарный узел, состоящий из ванной и уборной (7 м²) примыкает к кухне и имеет с ней общие коммуникации. В ванной имеется одно шестиугольное окно, установлена газовая колонка.
- Две одинаковых по размеру детских рабочих комнаты (5,6 м²) сына и дочери архитектора. В каждой комнате предусмотрено по одному шестиугольному окну, оборудованы места для ученических занятий: вблизи окна у перегородки стояли письменные столы, полки для книг и учебников. На побеленном потолке этих комнат изображены цветные треугольники: жёлтый у дочери, синий у сына.
- Туалетная (гардеробная) комната (14,2 м²). Вдоль перегородок туалетной комнаты расположены встроенные шкафы: справа от дверного проёма женский (для матери и дочери), выкрашенный в белый цвет, слева — мужской (отца и сына) жёлтого цвета. В этой комнате хранилась одежда всех членов семьи. Здесь Мельниковы переодевались перед выходом на улицу и перед сном — наверх в спальню было принято идти в спальной одежде или в домашних халатах. В туалетной комнате стоял диван, туалетный столик, большое трюмо.
- Рабочая комната хозяйки, Анны Гавриловны Мельниковой (6,5 м²). Здесь находился шкаф для белья, место для глажки, швейная машина.
- Коридор (13,7 м²). Кухня, столовая и туалетная комната выходят в коридор открытыми до потолка (высота первого этажа составляет 2,65—2,7 м.) проёмами без дверей. Из коридора осуществляется выход в подвал, расположенный только под первым цилиндром и включающий в себя две кирпичные стены построек, некогда стоявших на этом участке и обнаруженные в процессе строительства. В стене коридора расположены два отверстия воздушного телефона — переговорного устройства для коммуникации с мастерской на 3-м этаже и с посетителями на входе у калитки.

В подвале дома находятся камера калорифера (14,6 м²), из которой тёплый воздух по каналам расходится по всем помещениям дома. Система рециркуляционного воздушного отопления рассчитана самим архитектором. Оригинальный источник отопления — огневой калорифер (просуществовал до конца 1950-х годов) — также спроектировал сам К. Мельников. Топка калорифера соединена каналом с кухней — по нему вниз сбрасывался мусор, который можно было сжечь. Кроме этого в подвале устроены рабочий стол-верстак хозяина дома и подпол для хранения продуктов.
В выходящем в сторону Кривоарбатского переулка цилиндре над первым этажом расположен один этаж, в другом цилиндре — два этажа. На второй этаж из передней ведёт лестница шириной более 1 м, которая начинается с прямого марша и переходит затем в узкую винтовую лестницу, оканчивающуюся на третьем этаже.
На втором этаже расположены:
- Гостиная (50 м²) — это парадная комната дома. В ней Мельниковы принимали гостей, музицировали, беседовали. Обстановка гостиной подчеркивала её назначение — пианино, диван, кресло, круглый стол. После войны здесь появился большой письменный стол — К. Мельников использовал комнату в том числе как рабочий кабинет, отдав мастерскую на третьем этаже в распоряжение сына — художника Виктора Мельникова. Гостиная освещается огромным окном-экраном. Кроме основного окна в комнате имеется небольшое восьмиугольное окно на западной стене, сообщающее помещению масштаб. Первоначально это окно предусмотрено не было, однако в процессе строительства Мельников обратил внимание, что через этот просвет хорошо видна церковь Николая Чудотворца в Плотниках (разрушена в 1932 г.) и на закате в гостиную попадает луч солнца, и окно было оставлено. Причём ему, единственному в доме, была придана восьмиугольная форма.

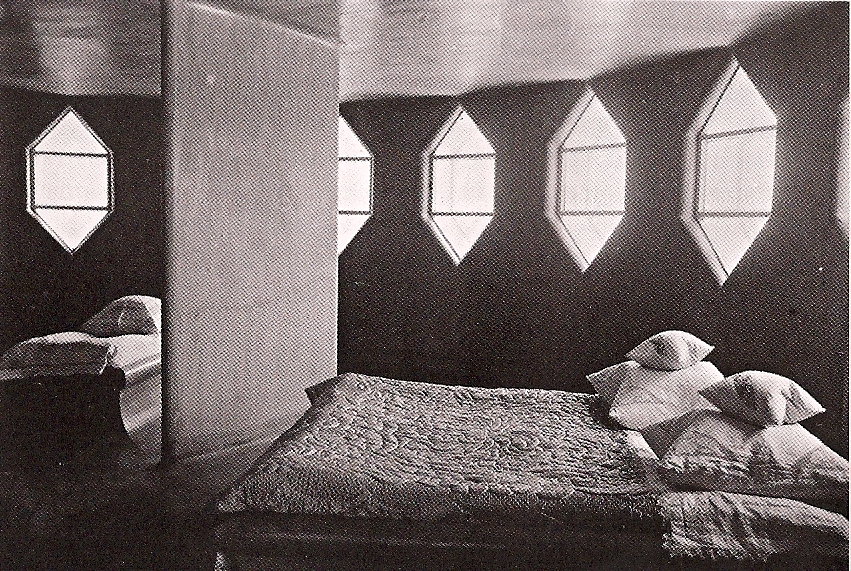
Спальня, 1930-е годы

- Спальня (43 м²) занимала второй этаж северного цилиндра и была предназначена только для сна, роли которого в жизни человека Мельников придавал особое значение:

«И теперь, если я слышу, что для нашего здоровья нужно питание,
я говорю: „Нет — нужен сон“. Все говорят, отдыху нужен воздух,
опять не это — я считаю, что без сна воздух бессилен восстановить наши силы».

Спальня в доме Мельникова была общей для всех членов семьи. В комнате не было шкафов или какой-либо иной мебели, кроме встроенных в пол трёх кроватей — двухспальной для родителей и односпальных для сына и дочери. Кровати-пьедесталы, выраставшие из пола и являвшиеся частью бесшовного интерьера со скругленными углами, были сделаны из оштукатуренных досок и сверху отделаны золотистым материалом. Кровать родителей была зрительно изолирована от кроватей детей двумя радиально расположенными перегородками-ширмами, не соприкасающимися между собой и не доходящими до наружных стен.

«Мною употреблён принцип распределения жилых помещений не применительно к членам семейства персонально, — говорил К. С. Мельников, — а по функциям этих жилых помещений. Так, например, спальня — одна, и это только спальня, это даёт возможность соблюдения наибольшей гигиеничности».

Спальня освещается 12 шестиугольными окнами, выходящими в сад. Потолочных светильников в комнате предусмотрено не было. Для отделки всего помещения спальни — стен, потолка и встроенных кроватей был использован единый отделочный материал медно-золотистого цвета. В этом помещении, по словам самого Мельникова, был «виден воздух». Спальня сильно пострадала в годы войны, были полностью утрачены кровати-пьедесталы, отделка пола, в ходе послевоенного ремонта на стены были наклеены обои, а сама комната изменила свое назначение и стала личным пространством жены архитектора.
Третий этаж целиком занимает мастерская К. С. Мельникова (50 м²), в которой находилось рабочее место архитектора. Впоследствии, когда сын архитектора Виктор Мельников стал художником, мастерскую на третьем этаже занял он, а гостиная стала кабинетом К. С. Мельникова. Мастерская и гостиная — практически одинаковые по площади и высоте помещения, но воспринимаются они посетителями абсолютно по-разному: гостиная имеет единственное огромное окно, мастерская освещается 38 шестиугольными окнами, образующими сложный орнаментальный рисунок и застекленной дверью на террасу, обращенной на юг. Использованный приём освещения мастерской придавал помещению необычный облик и создавал идеальные условия освещённости рабочего места архитектора — свет шёл со всех сторон и рука не затеняла чертёж.
Выступ малого цилиндра образует в мастерской антресоль, с которой К. Мельников любил рассматривать разложенные на полу эскизы, рисунки, живописные работы. С антресольного балкона имеется выход на террасу, ограждённую глухим парапетом. Кровля сделана ребристой и покрыта железом, поверх которого устроен решетчатый деревянный настил. Вода через ритмично расположенные отверстия стекает в желоба и отводится в водосточные трубы, укреплённые в стыках цилиндров. Над частью террасы устроен козырёк, являющийся продолжением круглого перекрытия северного цилиндра. Летом на террасе Мельниковы пили чай, отдыхали на воздухе, использовали её как солярий.

### Критика
Архитектурное решение дома-мастерской было оценено современниками неоднозначно. В 1929 году, когда строительство дома ещё только заканчивалось, на страницах журнала «Строительство Москвы» развернулась дискуссия об этом сооружении. Сначала была опубликована статья известного архитектурного критика Н. Лухманова, который высоко оценил проект Мельникова. Через несколько номеров редакция опубликовала другие отклики инженеров и архитекторов, с неоднозначными оценками здания, о чём свидетельствуют заголовки статей: «Опыт должен привлечь внимание», «Беспринципный эксперимент», «Неудачные конструкции».
Наиболее критические высказывания в адрес дома-мастерской звучали в первой половине 1930-х годов от членов ВОПРА (Всероссийское общество (впоследствии — Всесоюзное объединение) пролетарских архитекторов), которые осуждали формальные решения Мельникова и находили в этом небольшом здании враждебные классовые черты. Один из идеологов ВОПРА, архитектор А. Михайлов писал:

В погоне за эксцентрической конструкцией, за новизной форм Мельников построил дом… Эксперимент Мельникова направлен лишь на усовершенствование, на оригинальную трактовку архитектурного выражения определённой формы — жилой буржуазной ячейки… И в отношении художественной выразительности Мельников не дал ничего положительного, так как его оперирование всечёнными цилиндрами — это игра «чистых» конструкций, идейно выхолощенная и тем самым толкающая к формалистски-эстетическому созерцанию.

Другой известный архитектор тех лет, активный деятель ОСА, один из ведущих архитектурных критиков 1930—1950-х годов Р. Я. Хигер так оценивал дом Мельникова:

…винтовые лестницы, сложная и малоудобная планировка — не могли, конечно, ни в какой мере решить проблемы массовой архитектуры жилья, но удовлетворили изощрённый архитектурный вкус его владельца, склонного к тому же и к конструктивным экспериментам и головоломкам.

Бурное обсуждение и противоречивые высказывания сменяются с середины 1930-х годов и вплоть до середины 1950-х годов резко критической оценкой дома-мастерской, что связано с переходом советской архитектуры от авангардистских идей к этапу неоклассических стилизаций — сталинскому ампиру.

## Современное состояние памятника

### Перестройки и утраты
Во время Великой Отечественной войны были утрачены встроенные в пол кровати в спальне, а также оригинальная отделка стен и потолка. Во время бомбардировки 23 июля 1941 года в находящийся поблизости Театр имени Вахтангова попала бомба и взрывной волной в доме Мельникова выбило часть стекол в окнах заднего (северного) цилиндра, поэтому первоначальное остекление сохранилось частично.
В период проживания в доме семьи Виктора Мельникова в конце 1940-х годов были разобраны две перегородки на первом этаже здания: одна разделяла две бывшие комнаты-кабинеты детей, другая разделяла туалетную (гардеробную) комнату и рабочую комнату А. Г. Мельниковой. В результате из четырёх небольших помещений получилось две спальни — для дочерей Виктора и для него самого и его жены Ирины.
В начале 1950-х годов в кухне вместо встроенного холодильного шкафа был устроен отдельный вход в дом для семьи В. К. Мельникова. Первоначальная планировка первого этажа и шкаф-холодильник на кухне были воссозданы в ходе реставрации 1990-х годов.
При ремонте здания в 1976 году фасады дома были покрашены светло-серой краской, что скрыло естественный белый цвет негашёной извести, которой они были покрыты первоначально. В это же время был заново сооружён деревянный забор с калиткой с некоторыми отступлениями от первоначального варианта ограждения.

### Техническое состояние
Некачественно проведённые ремонтно-реставрационные работы в середине1990-х годов вызвали обильное возникновение трещин, в ходе них были повреждены уникальные мембранные плиты перекрытий. Несмотря на просьбы обитателей дома и письма в различные инстанции, ошибки и недоделки реставраторов исправлены не были и работы были приняты Управлением по охране памятников Москвы с оценкой «отлично».
Вокруг памятника архитектуры в 1990-х — 2014 годах велось интенсивное строительство, в результате чего ухудшилась инсоляция здания, был утрачен исторический вид из мастерской на Храм Спаса Преображения на Песках.
Состояние наружных стен в 2010-х годах характеризовалось наличием поверхностных трещин в штукатурных слоях, однако, не являющихся сквозными, а также частичной утратой красочных слоев. Конструкции окна-экрана южного цилиндра в нижней части подгнили из-за выросшего в 2000-х годах дерева-дичка породы клен. В начале 2010-х годов большое опасение вызывало потенциальное проседание Дома Мельникова из-за изменения гидрогеологической ситуации.
17 апреля 2006 года международная конференция «Heritage at Risk — Сохранение архитектуры XX века и Всемирное наследие» приняла резолюцию с просьбой к Министерству культуры и массовых коммуникаций Российской Федерации и Комитету по культурному наследию города Москвы признать, что выдающееся наследие Константина Мельникова находится в опасности, разработать план сохранения дома Мельникова и его коллекции в рамках существующих международных стандартов по проведению реставрационных работ и обеспечить включение дома Мельникова и его коллекции в список памятников федерального значения. В том же году дом-мастерская К. С. Мельникова был включён в «World Monuments Watch list of 100 most endangered sites» — Список 100 памятников мировой культуры, находящихся под угрозой исчезновения.

### Реставрация Музеем архитектуры
Создание государственного Музея Мельниковых в 2014 году активизировало подготовку дома к реставрации. В декабре 2014 года по заказу музея реставраторами были обследованы и очищены исторические каналы воздушного отопления. В феврале 2015 году Музей и Arup, международная инженерно-проектировочная компания, подписали меморандум по комплексному обследованию Дома Мельникова. В том же году специалистами Arup было подготовлен отчет и программа работ по исследованию конструкций дома, его фундаментов и оснований, а также геологической и гидрогеологической ситуации на прилегающем участке.
Эта программа была реализована в 2017—2019 годах в ходе масштабного научного обследования здания (первого в истории Дома Мельникова), проведенного на средства пожертвования Группы Компаний ПИК (Россия) и гранта благотворительного Фонда Гетти (Getty Foundation, США) в рамках инициативы по сохранению памятников XX века Keeping It Modern. Углубленное инженерно-техническое обследование здания и прилегающего участка стало важнейшим этапом, который определяет все последующие долгосрочные меры по сохранению и реставрации памятника. Пред-реставрационное обследование стало международным проектом, которым руководил Павел Кузнецов, директор Государственного музея Константина и Виктора Мельниковых. Главным международным экспертом стал Тапани Мустонен (Tapani Mustonen, Финляндия), архитектор-реставратор, член Исполнительного Совета Europa Nostra, ранее участвовавший в сохранении памятника модернизма — библиотеки Алвара Аалто в Выборге, а главным экспертом по документальным и архивным исследованиям Дома Мельникова — Татьяна Царева (Россия). Кроме того, в проекте обследования цветов и окрасок интерьеров приняли участие эксперты Агентства по культурному наследию (Нидерланды) Мариэль Полман (Mariel Polman) и Люк Мегенс (Luc Megens).
ГК ПИК обеспечила финансирование геологических, гидрогеологических и геодезических изысканий на участке Дома Мельникова, а на средства гранта Фонда Гетти были обследованы все фундаменты, конструкции, строительные и отделочные материалы, архитектурные цвета и окраски интерьеров, инженерные сети, включая оригинальную систему воздушного отопления и «воздушный телефон» и другие элементы здания. Детальные результаты пред-реставрационного обследования Дома Мельникова размещены в открытом доступе на сайте Музея архитектуры имени А. В. Щусева, на английском языке — в онлайн библиотеке Фонда Гетти.
По итогам обследования конструктивное состояние стен и столбов, внутренних перегородок здания признано работоспособным при неудовлетворительном состоянии отделки фасадов (требуется реставрация штукатурных и окрасочных слоев, аварийных участков витражного окна по южному фасаду). Состояние подкровельных конструкций крыш обоих цилиндров, внутренних лестниц, межэтажных перекрытий является ограниченно работоспособным.
Для обеспечения прозрачности процесса реставрации Музеем архитектуры в 2017 году был создан Международный наблюдательный комитет по сохранению Дома Мельникова (МНК, International Advisory Committee) во главе с историком архитектуры, профессором Жан-Луи Коэном (Jean-Louis Cohen, Франция). В январе 2020 года в Москве в Музее архитектуры имени А. В. Щусева состоялось очередное заседание МНК для обсуждения результатов обследования дома и последующих шагов по его реставрации. Участники оценили результаты обследования как всеобъемлющие и достаточные для объективной оценки состояния памятника и принятия решений о необходимых работах. Музею архитектуры было рекомендовано приступить к следующему этапу — разработке детального проекта консервации с привлечением российских и международных специалистов, участвовавших на этапе обследования здания.
По мнению МНК, приоритетами в ходе работ по сохранению Дома Мельникова должны быть: максимально возможный отказ от вмешательства («ровно столько, сколько необходимо, но не больше»); консервация как сохранение, а не реставрация как воссоздание с утратой подлинности; аутентичность материалов, отделки и применяемых методов наряду с аутентичностью дизайна. Поскольку непосредственные риски для конструкций дома отсутствуют, при условии надлежащих условий эксплуатации, проведении мониторинга и своевременных поддерживающих ремонтных работах, здание является ограниченно пригодным для использования в качестве объекта музейного показа и организации экскурсий с жесткими ограничениями по числу и суммарному весу посетителей.
Важным фактором сохранности Дома Мельникова является соблюдение в интерьерах и конструкциях целевого температурно-влажностного режима. Необходимо соблюдение рекомендаций по организационным мерам, обеспечивающим безопасность использования здания — порядок и количественные ограничения на проведение экскурсий, недопущение перегрузки кровли снегом, сезонные и регулярные мероприятия. Констатировано, что гидрогеологические риски для здания в результате активного строительства в 1990-х-2000-х годах, в настоящее время отсутствуют. Тем не менее, целесообразно продолжение гидрогеологического и геодезического мониторинга здания.
За исключением работ по фасадам здания, по которым предстоят тотальные работы, предполагается, что все остальные планируемые консервационные меры будут носить локальный характер. Их список:
- а) полная реставрация фасадов:
  - снятие окраски 1990-х годов и цементной штукатурки поздних ремонтов;
  - вычинка небольших участков кирпичной кладки
  - консервация находящихся за штукатуркой деревянных щитов и заполнений шестиугольных проемов;
  - консервация части внешних оконных рам и входной группы;
- б) консервация витража гостиной на втором этаже (вычинка прогнившего нижнего опорного бруса);
- в) ремонт ослабленных межэтажных мембранных перекрытий над первым этажом в спальне и частично над вторым этажом в мастерской;
- г) фрагментарный ремонт кровли и чердачных перекрытий большого цилиндра, системы водостока, реставрация настила террасы малого цилиндра в соответствии с дизайном архитектора;
- д) консервация и укрепление отделочных материалов (штукатурных слоев и окрасок) внутри здания;
- е) выборочный ремонт элементов лестниц (ступени, поручни) и полов на всех этажах;
- ж) приведение в норму температурно-влажностного режима — установка системы контроля и регулирования температуры теплоносителя при поступлении из системы центрального отопления в здание. Вместо используемых в настоящее время увлажнителей воздуха музейного типа рассмотреть возможность увлажнения теплого воздуха непосредственного у источника нагрева — установку в калориферной камере резервуара с водой с большой поверхностью испарения. Поскольку использование изоляционных материалов не представляется возможным, необходимо регулировать и отслеживать образование конденсата на окнах в зависимости от показаний системы контроля влажности.
- з) противопожарные меры, включая установку современной системы пожарной сигнализации и обработку древесины огнебиозащитными составами;
- и) по итогам геотехнического обследования участка не выявлено серьёзных проблем на территории, прилегающей к Дому Мельникова, в том числе с подземными водами. Наряду с продолжением геодезического мониторинга за осадками здания необходимо продолжить регулярное наблюдение за динамикой верхнего горизонта подземных вод, находящегося на глубине около 8 м ;
- к) для увеличения надежности водоотвода атмосферных осадков рекомендуется изменить устройство и уменьшить ширину глиняного экрана (отмостки) по периметру здания;
- л) на ранней стадии следует принять во внимание растущий интерес посетителей и учесть необходимость уменьшения нагрузки на этот небольшой по площади объект культурного наследия (дом и сад), переместив инфраструктуру, необходимую для удобства посетителей (гардероб, туалетная комната, информационные и образовательные пространства и т. д.), в соседние здания.

Несмотря на паузу с началом проектных и реставрационных работ, связанную с поиском финансирования и пандемией COVID-19, в марте 2021 года Музеем архитектуры было публично объявлено о начале реставрационных работ и назван генеральный партнер Музея по сохранению Дома Мельникова — ПАО «Группа ЛСР». «Группа ЛСР» обязалась пожертвовать средства на четырёхлетний период реставрации: в 2021 году предполагается подготовить проекта реставрации памятника, генеральным проектировщиком стало архитектурное бюро «Рождественка», раннее принимавшее участие в обследовании Дома и отвечавшее за воссоздание исторического ограждения дома в 2015 году и садового сарая в 2019 году. На основе проекта в 2022—2024 годах предполагается провести все необходимые реставрационные работы. «Группа ЛСР» также назвала в честь Мельникова улицу в рамках своего флагманского московского жилого комплекса ЗИЛАРТ.
Директором Музея Мельниковых Павлом Кузнецовым было заявлено, что «при разработке любых реставрационных мер приоритетом является максимальное сохранение подлинных материалов, оригинальных архитектурных и инженерных решений 1920-х годов». По словам директора Музея архитектуры Елизаветы Лихачевой: «Мы специально не спешим. Мы хотели бы работать методом „открытой реставрации“ — закрывать дом и сад для посетителей только по частям, в остальной части оставляя для них доступ. Мы намерены сделать её (реставрацию) образцом сохранения памятников архитектуры XX века».
Итогом комплексной реставрации должно стать долгосрочное сохранение Дома Мельникова для его использования в качестве объекта музейного показа, а также подготовка номинационного досье для включения здания в Список Всемирного наследия ЮНЕСКО, в том числе формулировку и обоснование Всемирной универсальной ценности объекта. В феврале 2019 года инициативу Музея архитектуры о включении Дома Мельникова в Список Всемирного наследия на своем заседании поддержал Совет российского Национального комитета ИКОМОС (Международного совета по сохранению памятников и достопримечательных мест).

### Правовая ситуация
Константин Мельников завещал свой дом детям, Виктору и Людмиле. После смерти отца (в 1974 году) и матери (в 1977 году) в доме продолжал жить Виктор Мельников. В 1988 году его сестра Людмила потребовала раздела дома с тем, чтобы она также могла в нём проживать. Виктор отказался, и тогда Людмила подала в суд. Тяжба между братом и сестрой продолжалась восемь лет. В конце концов, Мосгорсуд присудил Людмиле половину дома-мастерской, однако без права проживания в нём.
В 2003 году Виктор Мельников оформил дарственную своей доли дома на одну из двух своих дочерей — Елену. Однако в начале 2005 года Виктор заподозрил дочь в том, что она «обманным путём» вынудила его подписать дарственную на дом. В присутствии прессы и представителей архитектурной общественности Виктор Мельников заявил, что исключил младшую дочь из завещания. Исполнителем своего завещания он назначил старшую дочь, Екатерину Каринскую. Однако в начале марта 2005 года он объявил, что завещает дом, всю коллекцию произведений отца, а также всю коллекцию собственных произведений государству, лишая обеих дочерей наследства. Между Виктором Мельниковым и его дочерью Еленой начался судебный процесс по оспариванию завещания. В сентябре Виктор Мельников процесс выиграл и 13 декабря 2005 года судебное решение вступило в законную силу. Уже после смерти отца Елена Мельникова обратилась в Президиум Московского городского суда с надзорной жалобой на это решение. Однако на судебном заседании 16 марта 2006 года Елена отказалась от дальнейших судебных разбирательств о праве собственности на дом и заявила, что поддерживает идею создания в доме государственного музея.

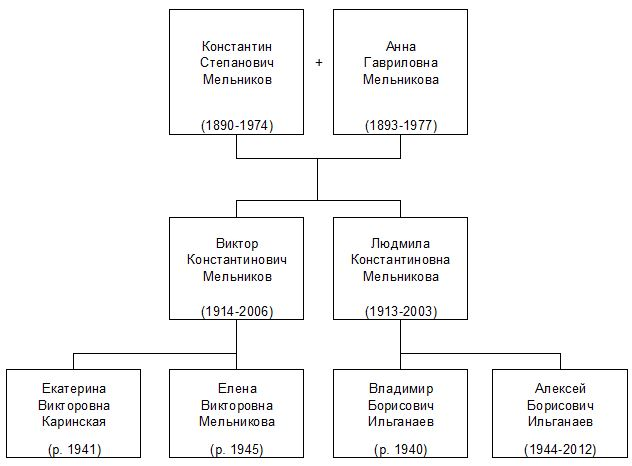
Семья Мельниковых

Вторая наследница Константина Мельникова — его дочь Людмила (скончалась в 2003 году), завещала принадлежащую ей 1/2 долю в собственности своему младшему сыну Алексею Борисовичу Ильганаеву. Через несколько дней после кончины Виктора Мельникова стало известно, что указанная доля продана Ильганаевым Сергею Гордееву, на тот момент — сенатору Совета Федерации от Пермского края, который по состоянию на 2021 год является президентом и крупнейшим акционером Группы компаний ПИК (одной из крупнейших строительных и девелоперских компаний России). В декабре 2010 года указанная доля была пожертвована Гордеевым Российской Федерации с целью передачи её Музею архитектуры имени А. В. Щусева.
К марту 2017 года многолетние судебные споры вокруг собственности на здание были прекращены.
Наследственное дело Виктора Мельникова включает в себя не только дом с мемориальной обстановкой, но также творческие архивы его и отца. Хотя в своем завещании Виктор Мельников указал только одного наследника — Российскую Федерацию, обе его дочери Екатерина Каринская и Елена Мельникова по закону являются наследниками, имеющими право на обязательную долю в наследстве.
По состоянию на март 2021 года ¾ прав собственности на дом принадлежат Российской Федерации (доля Людмилы и половина доли Виктора), а две дочери Виктора Мельникова зарегистрировали по 1/8 прав собственности на дом как его обязательные наследники, не упомянутые в завещании. При этом, с точки зрения законодательства об охране памятников, за сохранение дома как объекта культурного наследия и мероприятия по его реставрации с октября 2013 года несет ответственность Музей архитектуры (в связи с тем, что Департаментом культурного наследия города Москвы на него оформлено охранное обязательство пользователя ОКН). В декабре 2013 года судом было установлено, что в силу пункта 2 ст. 54 Федерального закона Российской Федерации от 25.06.2002 года № 73-ФЗ памятник, находящийся в долевой собственности наследников Виктора Мельникова, разделу и выделу собственности в натуре не подлежит.
Согласно решению Пресненского районного суда г. Москвы от 09 декабря 2013 года, Дом Мельниковых с подлинной мемориальной обстановкой и сохраненным в целостности творческим наследием архитектора Константина Мельникова и художника Виктора Мельникова образуют единое неделимое целое, имеющее огромную историческую и культурную ценность. Любые попытки разделить это наследие приведут к несоразмерной потере уникального объекта культурного наследия. В то же время судом было указано, что обязательные наследники имеют право на компенсационную выплату со стороны наследника по завещанию — Российской Федерации. Кроме того, в ходе экспертизы, назначенной судом, была установлена рыночная стоимость этой 1/4 доли в праве собственности на дом по состоянию на 30.05.2016 года в размере 66 521 750 руб.
На протяжении 2017—2019 годов Минкультуры России несколько раз направляло письма в Минифин России и Росимущество с просьбой выделить данную сумму из средств федерального бюджета на выкуп указанной ¼ доли Российской Федерацией у обязательных наследников — сестёр Елены Мельниковой и Екатерины Каринской. В 2019—2020 годах Музей архитектуры подал заявки в Минкультуры России на получение средств федерального бюджета на эти цели.

### Угрозы сохранности
В 1987 году экспериментальному жилому дому Мельникова был присвоен охранный статус памятника истории и культуры. В соответствии с Федеральным законом «Об объектах культурного наследия (памятниках истории и культуры) народов Российской Федерации» № 73-ФЗ от 25 июня 2002 года, здание стало объектом культурного наследия народов России регионального значения. В марте 2014 года на основе результатов государственной историко-культурной экспертизы, проведенной по заказу Музея архитектуры, распоряжением Правительства Российской Федерации охранная категория памятника была повышена, он стал объектом культурного наследия федерального значения.
Однако, несмотря на этот статус, постановлением Правительства Москвы № 637-ПП от 13 августа 2002 года на расстоянии 100 метров от стены дома Мельникова компании «Траст Ойл» была разрешена реконструкция и строительство зданий общей площадью около 13,6 тыс. м² с несколькими уровнями подземной парковки. Постановление Правительства Москвы № 152-ПП от 13 марта 2007 года подтвердило все выданные ранее разрешения. При этом сам Дом Мельникова не попал в зону влияния строительства. Тем не менее, учитывая культурное значение Дома Мельникова, застройщику было предписано профинансировать обследование его технического состояния и геотехнический мониторинг уникального здания и прилегающей к нему территории в течение всего периода строительства. В октябре-декабре 2012 года по поручению Москомнаследия и за счет компании «Траст Ойл» НИИОСП им. Герсеванова провел полное обследование конструкций Дома Мельникова, включая основание дома. Исследование показало, что причиной разрушения Дома Мельникова является отсутствие ремонта и специфика конструктивных решений.
В разное время проводились исследования инженерно-геологических и гидрогеологических условий участка расположения Дома Мельникова с противоречивыми результатами.
Согласно результатам выполненного ООО «Росэкоцентр» прогноза по оценке влияния на гидрогеологические условия техногенных воздействий, вызванных предполагаемым строительством сооружения по адресу: ул. Арбат, вл. 39-41 (в северо-восточной части территории от Дома Мельникова), на участке расположения обследуемого здания произойдет снижение уровня аллювиального водоносного горизонта на 0,1 м. Таким образом строительство не вызовет развития процесса подтопления территории, изменения в режиме и балансе подземных вод территории являются допустимыми и находятся в пределах годовой амплитуды колебания уровней подземных вод.
В ноябре 2006 года специалистами Московского государственного строительного университета проведено обследование конструкций и фундаментов дома Мельникова. В отчете об этом обследовании говорится, что в зоне памятника архитектуры и территории вокруг него строительство недопустимо.
По результатам выполненных ООО «СВЗ» инженерно-геофизических исследований в 2008 году, произведенных на площадке в непосредственной близости от Дома Мельникова, было установлено, что до глубины 60 м значительных зон разуплотнения грунтов не выявлено.
В то же время в соответствии со «Схематической картой инженерно-геологического районирования территории г. Москвы по степени опасности проявления карстово-суффозионных процессов», участок расположения Дома Мельникова относится к потенциально опасной территории в карстово-суффозионном отношении и требует регулярного мониторинга.
НИИОСП им. Герсеванова проводил ежемесячный геотехнический мониторинг дома Мельникова с августа 2012 года по январь 2013 года. В его отчетах было зафиксировано появление новых трещин на перегородках и на участках сопряжения стен и перегородок с потолком. В экспертном заключении говорится, что появление указанных дефектов не связано с деформациями основания фундаментов Дома Мельникова, а вызвано продолжающимися процессами деформирования деревянных междуэтажных перекрытий, находящихся в недопустимом техническом состоянии. С февраля 2013 года, поскольку внучка Мельникова Екатерина Каринская, отказала НИИОСП в допуске в здание памятника архитектуры, геотехнический мониторинг Дома Мельникова был приостановлен.
Обследование фундаментов и оснований дома, геологических условий и гидрогеологической ситуации на прилегающем участке, проведенное в 2017—2018 годах, не выявило рисков для конструкций дома. Геодезический мониторинг за этот период указывает на отсутствие негативных явлений — осадочные деформации здания не имеют развития. Регулярное наблюдение за верхним горизонтом подземных вод в 2019—2021 годах, находящимся на глубине около 7,5 м (так называемая верховодка) и при глубине залегания фундаментов от 1.4 м (южная сторона здания) до 3,0-3,5 м (северная сторона здания), и питающимся в основном за счет атмосферных осадков, также показывает отсутствие негативной динамики.

## Создание Музея Мельниковых
Практически сразу после завершения строительства дом стал объектом своеобразного паломничества. Несмотря на то, что здание всегда являлось жилым, экскурсионными группами и поодиночке его посещали люди различных профессий, о чём в архиве семьи Мельниковых хранятся многочисленные записи. Так, побывавший в 1933 году в доме Мельникова художник и историк Игорь Грабарь оставил следующий отзыв:

«Никогда не завидую, но, уходя отсюда, поймал себя на чувстве зависти: хотелось бы так пожить».

Идея создания в доме Мельникова полноценного музея возникла ещё при жизни архитектора. В последние годы жизни Константин Мельников болел, и это заставляло его всё серьёзней задумываться о судьбе своего дома. В 1972 году он обратился в Союз архитекторов с просьбой о создании в доме музея, но это предложение поддержано не было.

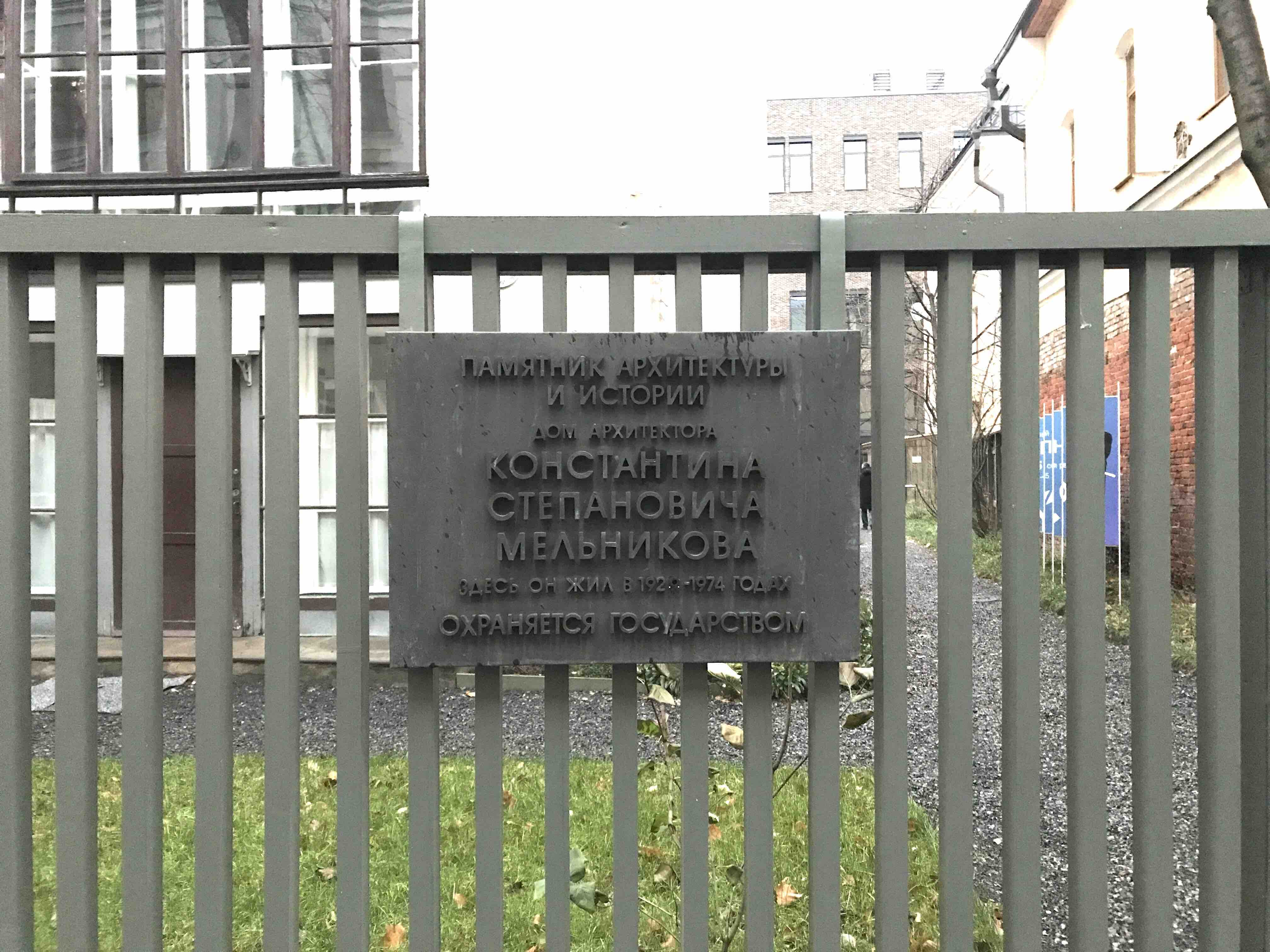
Мемориальная доска, ноябрь 2019 года

Виктор Мельников, ставший хозяином дома после смерти отца в 1974 году, видел свою задачу в том, чтобы всё же превратить уникальное здание в музей. Руководствуясь этим, он не продал за свою жизнь ни одной работы, связанной с именем и творчеством Константина Мельникова. В дом продолжали регулярно приходить посетители, специалисты, иностранные студенты-архитекторы, и Виктор Мельников или его сестра Людмила лично проводили экскурсии по зданию. В 1977 году в доме Мельникова побывал знаменитый итальянский кинорежиссёр и сценарист Микеланджело Антониони, оставивший в книге отзывов такую запись:

«Этот дом как плод архитектуры будущего — прекрасен. Он нуждается в реставрации и консервации как музей».

С 1985 года Виктор Мельников периодически поднимал вопрос о создании в доме Мельникова музея, выдвигая при этом ряд определённых требований: чтобы он, Виктор Мельников, который провёл здесь всю жизнь, мог в нём жить. Чтобы другим наследникам были предоставлены квартиры. Чтобы где-то по-соседству был устроен центр по изучению творчества Мельникова с архивом для проектов Мельникова-старшего и картин Мельникова-младшего и выставочными помещениями. Наконец, чтобы государство гарантировало сохранность мемориальной обстановки дома. Рассматривались также варианты устройства в доме-мастерской филиала музея архитектуры им. Щусева. Однако при жизни детей архитектора решение по созданию музея в доме Мельникова принято не было.
Когда Виктор Мельников завещал свою долю в собственности Российской Федерации в 2005 году, он передал в дар государству и свои художественные произведения, поставив условием создание государственного Музея отца и сына Мельниковых. Другие условия завещания включают: сохранение в доме-мастерской мемориальной обстановки; организацию экскурсий группами в количестве, обеспечивающем сохранность памятника архитектуры с учётом его уникальности и конструктивных особенностей; выделение дополнительного помещения вблизи Дома Мельникова для хранения и экспонирования произведений.

### Музеефикация в XXI веке
Весной 2013 года музей архитектуры имени А. В. Щусева провёл конкурс на создание концепции музея Мельниковых, в котором победил проект бюро Citizenstudio. Государственный музей Константина и Виктора Мельниковых (Музей Мельниковых) был учрежден Министерством культуры РФ в 2014 году в качестве филиала Музея архитектуры им. А. В. Щусева, расположенного на ул. Воздвиженка в пешеходной досягаемости от Дома Мельникова.
Подготовка Дома к музефикации началась в конце октября 2014 года. С 3 декабря 2014 года Дом Мельникова как главный экспонат музея открыт для посетителей. Посещение организовано по предварительной записи, в составе экскурсионных групп в тестовом режиме, подразумевающем проведение одной экскурсии в день для группы в количестве не более 5 человек.
С апреля 2014 года садовая территория вокруг дома стала круглогодично открытым для бесплатного посещения музейным пространством. В 2015 году по первоначальному дизайну Константина Мельникова было воссоздано уличное ограждение Дома с необычной полуциркульной входной группой.
Осенью 2015 в саду открылась уличная выставка-инсталляция «Открытый Мельников», летом 2016 года на территории был установлен уличный макет, показывающий устройство дома в разрезе. На основе изучения архивных материалов, фотографий, живописи и дневников Константина Мельникова Музеем Мельниковых были реконструированы садовые дорожки, кустарники, цветочные клумбы, воссоздан мемориальный огород, установлена садовая мебель для посетителей. В 2019 на основе совместного проекта архитектурных бюро «Александр Бродский» и «Рождественка» на историческом месте в первоначальных габаритах был воссоздан деревянный садовый сарай с приспособлением его под нужды музейного магазина. В летнее время в саду также проводятся лекции и мастер-классы, ежегодные праздничные события на открытом воздухе по случаю дня рождения К. С. Мельникова 3 августа.
В 2014—2017 годах Музеем была проведена первичная опись предметов мемориальной обстановки и архивного содержимого дома, выявившая более 27 единиц хранения, включая дневниковые записи Константина Мельникова, расшифрованные сотрудниками музея. Ведется активная исследовательская работа с архивами дома, результаты которой публикуются в разных формах: в 2017 году совместно с издательством DOM Publishers (Берлин) была опубликована книга П. Кузнецова «Дом Мельникова. Шедевр авангарда, жилой дом, архитектурный музей», а в 2018 году — на основе архивных документов и дневников архитектора 1920-х-1940-х годов по заказу Музея создан спектакль «Мельников. Документальная опера», годом позже номинированный на театральную премию «Золотая маска» в категории «Лучший спектакль в эксперименте».

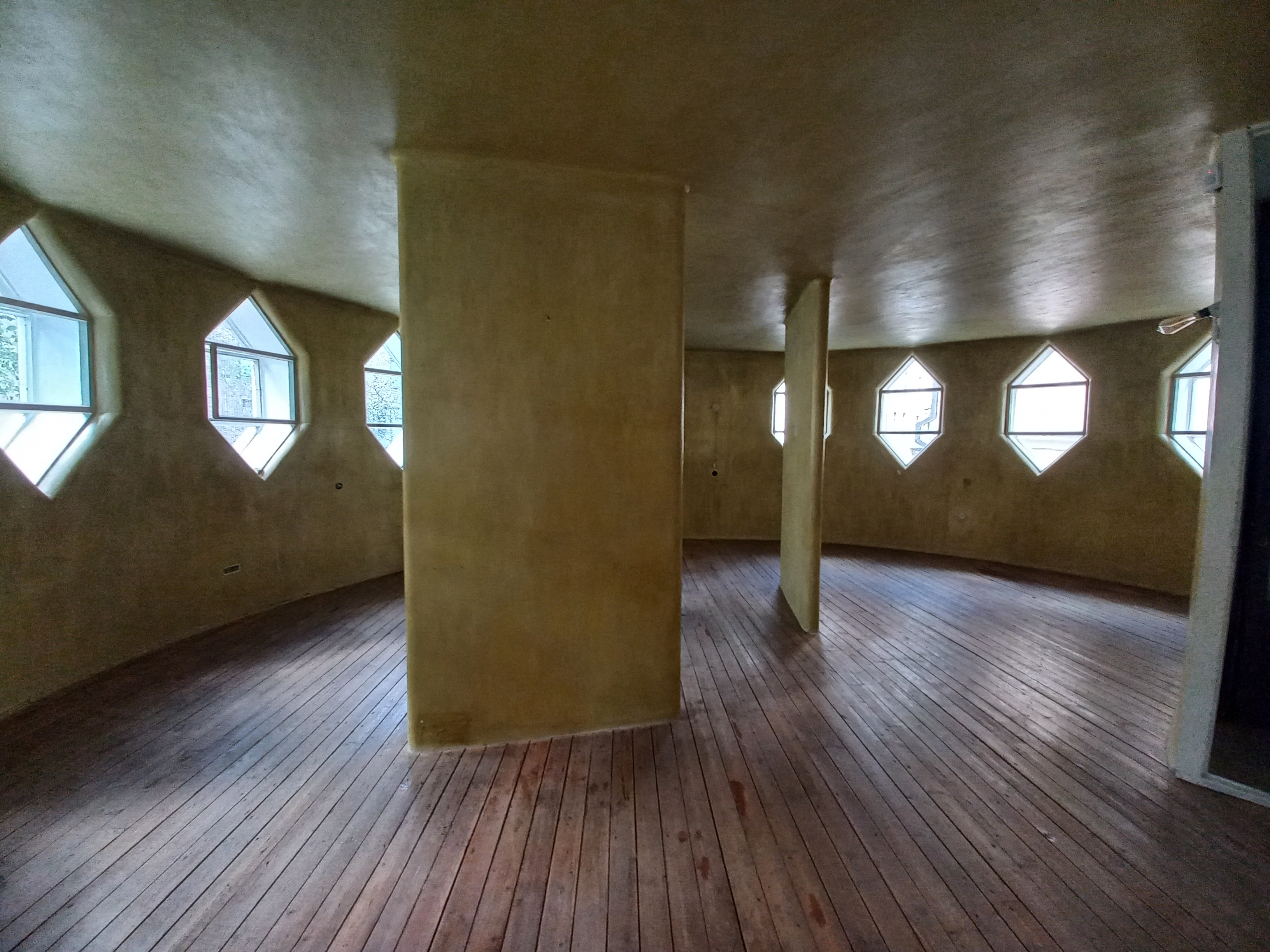
Пустой дом Мельникова, приготовленный для начала реставрационных работ (июнь 2023)

Музей Мельниковых начал устанавливать связи с другими жилыми домами — шедеврами модернизма за рубежом. В 2016 году Музей подписал соглашение с Центром национальных памятников (Франция) о побратимстве Дома Мельникова и Виллы Савой, построенной Ле Корбюзье. Годом позже в рамках побратимства двух памятников на Вилле Савой прошла выставка, посвященная Константину Мельникову.
В 2015 году Дом Мельникова стал первым российским зданием, включенным в список международной сети Iconic Houses Network, насчитывающий около 150 уникальных жилых домов XX века. Это повысило шансы на получение в 2017 году гранта Фондом Гетти для пред-реставрационного обследования здания. Дом Мельникова был успешно представлен директором Музея Мельниковых Павлом Кузнецовым европейской публике в ходе ежегодного лекционного тура Iconic Houses в октябре 2019 года в Норвегии, Германии, Нидерландах и Чехии, а также стал первым участником лекционного тура Iconic Houses в США и Канаде в феврале 2020.
В марте 2021 года в связи с обнародованием информации о предстоящей реставрации Музеем было объявлено, что дом не планируется полностью закрывать для посетителей на период работ.

## Дом в произведениях литературы и искусства
«Двое любовников Кривоарбатских. 
Двойною башенкой слились в объятьях. 
Плащом покрытые ромбовидным. 
Не реагируя на брань обидную», 
— писал поэт Андрей Вознесенский о доме архитектора Константина Мельникова в Кривоарбатском переулке.

- Дом Мельникова запечатлён вместе с его создателем в фотоработах выдающегося советского фотографа А. Родченко.

### На русском
- Хан-Магомедов С. О. Кривоарбатский переулок, 10: Путеводитель. — М.: Московский рабочий, 1984. — 64, [16] с. — (Биография московского дома). — 70 000 экз. (обл.)
- Константин Степанович Мельников: Архитектура моей жизни. Творческая концепция. Творческая практика / Составление и примечания А. А. Стригалева, И. В. Коккинаки. Предисловие А. В. Иконникова. — М.: Искусство, 1985. — 312, [98] с. — (Мир художника). — 30 000 экз. (в пер.)
- Константин Мельников. Рисунки и проекты: Каталог выставки. — М.: Советский художник, 1989. — 125 с. — ISBN 978-5269001739.
- Мельников К. С. Архитекторское слово в его архитектуре. — М.: Архитектура-С, 2006. — 144 с. — ISBN 5-9647-0091-8.
- Хан-Магомедов С. О. Константин Мельников. — М.: Архитектура-С, 2006. — 296 с. — ISBN 978-5-9647-0095-1.
- Хан-Магомедов С. О. Дом-мастерская архитектора Константина Мельникова. — М.: Архитектура-С, 2006. — 80 с. — ISBN 5-9647-0109-4.
- Гозак А. П. Дом Мельникова. — М.: С. Э. Гордеев, 2010. — 104 с. — (Шедевры авангарда). — ISBN 978-5-91566-046-4.
- Егор Егорычев. Дом Мельниковых: Константина и Виктора. — М.: Москва, которой нет, 2012. — 64 с. — 2000 экз.
- Архитектура Москвы 1910—1935 гг. / Комеч А. И., Броновицкая А. Ю., Броновицкая Н. Н. — М.: Искусство — XXI век, 2012. — С. 240—243. — 356 с. — (Памятники архитектуры Москвы). — 2500 экз. — ISBN 978-5-98051-101-2.
- Кузнецов П. В. Дом Мельникова. Шедевр авангарда, жилой дом, архитектурный музей. — Berlin, Москва: DOM publishers, Государственный научно-исследовательский музей архитектуры имени А. В. Щусева, 2017. — 223 с. — (Теория и история; т. 60). — ISBN 978-3-86922-437-4.

### На иностранных языках
- De Magistris, Alessandro. La casa cilindrica di Konstantin Melnikov: 1927—1929. — Celid, 1998. — ISBN 978-8876613340.
- Kuznetsov, Pavel. The Melnikov House: Icon of the Avant-Garde, Family Home, Architecture Museum. Berlin: DOM Publishers, 2017. — 223 p. — (The Basics series, vol. 61). — ISBN 978-3-86922-436-7.
- MacEl, Otakar, Fosso, Mario. Konstantin S. Mel’Nikov and the Construction of Moscow. — Skira, 2001. — 312 p. — ISBN 9788881185399.
- Pallasmaa, Juhani, Gozak, Andrei. The Melnikov house. Moscow (1927—1929): Konstantin Melnikov. — Academy Ed., 1996. — ISBN 1-85490-413-2. Pare, Richard. Die verlorene Avantgarde. — Schirmer/Mosel Verlag Gm, 2007. — ISBN 978-3-8296-0299-0.
- Starr, S. Frederick. Melnikov: Solo Architect in a Mass Society. — Princeton. — Princeton University Press, 1978. — ISBN 0-691-03931-3.